# Campionat d'Espanya de trial 1992
La temporada de 1992 del Campionat d'Espanya de trial fou la 25a edició d'aquest campionat, organitzat per la Reial Federació Motociclista Espanyola. El calendari oficial constava de 8 proves puntuables, celebrades entre el 23 de febrer i el 4 d'octubre. 3 de les proves programades es disputaren als Països Catalans: Xeraco (1 de març), Moja (10 de maig) i Sant Fruitós de Bages (4 d'octubre).

## Classificació final
Font:
| Posició | Pilot                | Motocicleta | Punts |
| ------- | -------------------- | ----------- | ----- |
| 1       | Jordi Tarrés         | Beta        | 147   |
| 2       | Marc Colomer         | Montesa     | 136   |
| 3       | Amós Bilbao          | Gas Gas     | 125   |
| 4       | Joan Pons            | Beta        | 106   |
| 5       | Lluís Gallach        | Alfer       | 80    |
| 6       | Cèsar Panicot        | Gas Gas     | 67    |
| 7       | Òscar Giró           | Aprilia     | 52    |
| 8       | José Antonio Benítez | Beta        | 50    |
| 9       | Gabino Renales       | Montesa     | 49    |
| 10      | Ángel García         | Gas Gas     | 45    |

## Categories inferiors
| Categoria     | Guanyador            | Motocicleta |
| ------------- | -------------------- | ----------- |
| Sènior B      | José Antonio Benítez | Gas Gas     |
| Sènior C      | Joan Solé            | Montesa     |
| Júnior        | Marcel Justribó      | Gas Gas     |
| Juvenil 125cc | David Cobos          | Gas Gas     |
| "Autonomías"  | Catalunya            | -           |